# آر-تايب فاينل
آر-تايب فاينل (بالإنجليزية: R-Type Final)‏، هي لعبة فيديو يابانية من نوع إطلاق النيران الكثيفة، وهي من تطوير ونشر إريم، صدرت اللعبة في الأسواق سنة 2003، وتعمل حصراً لمنصة بلاي ستيشن 2 وهي الجزء الخامس من سلسلة آر-تايب الرئيسية.